# Lannea
Lannea is een geslacht uit de pruikenboomfamilie (Anacardiaceae). De soorten uit het geslacht komen voor in tropisch en zuidelijk Afrika, het zuidelijke deel van het Arabisch schiereiland en van op het Indisch subcontinent tot in Zuid-China en Indochina.

## Soorten
- Lannea acida A.Rich.
- Lannea acuminata Engl.
- Lannea alata (Engl.) Engl.
- Lannea ambacensis (Hiern) Engl.
- Lannea angolensis R.Fern. & Mendes
- Lannea antiscorbutica (Hiern) Engl.
- Lannea asymmetrica R.E.Fr.
- Lannea barteri (Oliv.) Engl.
- Lannea chevalieri Engl.
- Lannea cinerascens Engl.
- Lannea coromandelica (Houtt.) Merr.
- Lannea cotoneaster (Chiov.) Sacleux
- Lannea discolor (Sond.) Engl.
- Lannea edulis (Sond.) Engl.
- Lannea fruticosa (Hochst. ex A.Rich.) Engl.
- Lannea fulva (Engl.) Engl.
- Lannea glabrescens Engl.
- Lannea gossweileri Exell & Mendonça
- Lannea humilis (Oliv.) Engl.
- Lannea katangensis Van der Veken
- Lannea ledermannii Engl.
- Lannea malifolia (Chiov.) Sacleux
- Lannea microcarpa Engl. & K.Krause
- Lannea nigritana (Scott Elliot) Keay
- Lannea obovata (Hook.f. ex Oliv.) Engl.
- Lannea rivae (Chiov.) Sacleux
- Lannea rubra (Hiern) Engl.
- Lannea schimperi (Hochst. ex A.Rich.) Engl.
- Lannea schweinfurthii (Engl.) Engl.
- Lannea tibatensis Engl.
- Lannea transulta (Balf.f.) Radcl.-Sm.
- Lannea triphylla (Hochst. ex A.Rich.) Engl.
- Lannea velutina A.Rich.
- Lannea virgata R.Fern. & A.Fern.
- Lannea welwitschii (Hiern) Engl.
- Lannea zastrowiana Engl. & Brehmer

... · 
Anacardium · 
Bouea · 
Buchanania · 
Cotinus · 
Mangifera · 
Pistacia (Pistache) · 
Protorhus · 
Rhus · 
Schinus · 
Sclerocarya · 
Sorindeia · 
Spondias · 
Toxicodendron · 
...